# Макошинська селищна рада
Макошинська се́лищна ра́да — адміністративно-територіальна одиниця та орган місцевого самоврядування в Менському районі Чернігівської області. Адміністративний центр — село Макошине.

## Загальні відомості
Макошинська селищна рада утворена у 1917 році.
- Територія ради: 69,03 км²
- Населення ради: 2 791 особа (станом на 2001 рік)

## Населені пункти
Селищній раді підпорядковані населені пункти:
- с. Макошине
- с. Остапівка

## Склад ради
Рада складається з 20 депутатів та голови.
- Голова ради: Коваленко Роман Анатолійович
- Секретар ради: Тимошенко Ірина Іванівна

### Керівний склад попередніх скликань
| Прізвище, ім'я, по батькові | Основні відомості                                                                    | Дата обрання | Дата звільнення |
| --------------------------- | ------------------------------------------------------------------------------------ | ------------ | --------------- |
| Кравцов Валерій Михайлович  | Селищний голова, 1962 року народження, освіта середня загальна, член Народної партії | 26.03.2006   | 31.10.2010      |
| Кравцов Валерій Михайлович  | Селищний голова, 1962 року народження, освіта середня загальна, член Партії регіонів | 31.10.2010   |                 |

Примітка: таблиця складена за даними сайту Верховної Ради України

### Депутати
За результатами місцевих виборів 2010 року депутатами ради стали:

#### За суб'єктами висування
| Суб'єкт висування                 | Кількість обраних депутатів | %  |
| --------------------------------- | --------------------------- | -- |
| Партія регіонів                   | 8                           | 40 |
| Політична партія «Сильна Україна» | 5                           | 25 |
| Комуністична партія України       | 4                           | 20 |
| Самовисування                     | 3                           | 15 |

#### За округами
| № округу                          | Прізвище, ім'я, по батькові   | Дата визнання обраним | Освіта  | Партійна приналежність                        | Відомості про обраного депутата                                         |
| --------------------------------- | ----------------------------- | --------------------- | ------- | --------------------------------------------- | ----------------------------------------------------------------------- |
| Комуністична партія України       |                               |                       |         |                                               |                                                                         |
| 2                                 | Велігодський Олег Вікторович  | 03.11.2010            | вища    | позапартійний                                 | Конотопська дирекція залізничних перевезень, начальник станції Макошине |
| 7                                 | Чичкан Віктор Олександрович   | 03.11.2010            | середня | позапартійний                                 | Макошинська загальноосвітня школа I-III ст., завгосп                    |
| 8                                 | Балабатько Валерій Борисович  | 03.11.2010            | вища    | позапартійний                                 | Макошинська ТОВ «САЮГ», директор                                        |
| 11                                | Гуза Микола Миколайович       | 03.11.2010            | середня | позапартійний                                 | пенсіонер                                                               |
| Партія регіонів                   |                               |                       |         |                                               |                                                                         |
| 1                                 | Циганок Василь Якович         | 03.11.2010            | вища    | позапартійний                                 | Макошинський Будинок культури, директор                                 |
| 3                                 | Ярина Валентина Григорівна    | 03.11.2010            | вища    | позапартійна                                  | Макошинська селищна рада, головний бухгалтер                            |
| 4                                 | Самосват Марина Петрівна      | 03.11.2010            | середня | позапартійна                                  | фізична особа-підприємець                                               |
| 5                                 | Охонько Петро Іванович        | 03.11.2010            | вища    | позапартійний                                 | Макошинська ветеринарна лікарня, завідувач                              |
| 6                                 | Сушко Олексій Анатолійович    | 03.11.2010            | середня | член Партії регіонів                          | Макошинська пожежна охорона, водій                                      |
| 13                                | Попок Світлана Миколаївна     | 03.11.2010            | середня | позапартійна                                  | тимчасово не працює                                                     |
| 15                                | Лебідь Ігор Анатолійович      | 03.11.2010            | вища    | член Партії регіонів                          | Макошинська загальноосвітня школа I-III ст., вчитель                    |
| 20                                | Тимошенко Ірина Іванівна      | 03.11.2010            | вища    | позапартійна                                  | Макошинська селищна рада, секретар ради                                 |
| Політична партія «Сильна Україна» |                               |                       |         |                                               |                                                                         |
| 9                                 | Мідько Вікторія Олегівна      | 03.11.2010            | вища    | член Політичної партії «Сильна Україна»       | Макошинська селищна бібліотека, завідувачка                             |
| 14                                | Тимців Юлія Петрівна          | 03.11.2010            | вища    | член Політичної партії «Сильна Україна»       | Макошинський дитячий навчальний заклад «Сонечко», завідувачка           |
| 17                                | Дика Надія Василівна          | 03.11.2010            | вища    | член Політичної партії «Сильна Україна»       | Макошинський дитячий навчальний заклад «Сонечко», вихователь            |
| 18                                | Маглич Валентина Анатоліївна  | 03.11.2010            | вища    | член Політичної партії «Сильна Україна»       | Макошинський Будинок культури, прибиральниця                            |
| 19                                | Ніколаєць Микола Анатолійович | 03.11.2010            | вища    | член Політичної партії «Сильна Україна»       | Менське ЗАТ «Інтерагросистема», охоронець                               |
| Самовисування                     |                               |                       |         |                                               |                                                                         |
| 10                                | Шугалій Микола Васильович     | 03.11.2010            | середня | позапартійний                                 | Куликівське ЗАТ «Куликівка молоко», водій                               |
| 12                                | Ярина Юрій Миколайович        | 03.11.2010            | середня | член Всеукраїнського об'єднання «Батьківщина» | Макошинська пожежна охорона, пожежник                                   |
| 16                                | Хрущ Тамара Василівна         | 03.11.2010            | середня | позапартійна                                  | Менська страхова організація НАСК «Оранта», страховий агент             |